# Biskupi szczecińsko-kamieńscy
Biskupi szczecińsko-kamieńscy – biskupi diecezjalni i biskupi pomocniczy diecezji pomorskiej (1140–1186), diecezji kamieńskiej (1186–1545) oraz diecezji szczecińsko-kamieńskiej (od 1972). Od 1992 diecezja ma rangę archidiecezji.

## Biskupi diecezjalni

### Biskupi diecezjalni pomorscy (1140–1186)
| Okres pełnienia funkcji | Imię i nazwisko | Wizerunek | Uwagi |
| ----------------------- | --------------- | --------- | ----- |
| 1140–1160/1162          | Wojciech I      |           |       |
| 1160/1163–1186          | Konrad I        |           |       |

### Biskupi diecezjalni kamieńscy (1186–1545)
| Okres pełnienia funkcji | Imię i nazwisko              | Wizerunek | Uwagi                                                                           |
| ----------------------- | ---------------------------- | --------- | ------------------------------------------------------------------------------- |
| 1186–1191               | Zygfryd I                    |           |                                                                                 |
| 1191–1219               | Zygwin                       |           |                                                                                 |
| 1219–1233               | Konrad II                    |           |                                                                                 |
| 1233–1241               | Konrad III                   |           |                                                                                 |
| 1244–1251               | Wilhelm I                    |           |                                                                                 |
| 1251–1289               | Hermann von Gleichen         |           |                                                                                 |
| 1289–1293               | Jaromar Rugijski             |           |                                                                                 |
| 1294–1296               | Wisław                       |           | elekt; być może należy go utożsamiać z księciem Wisławem III                    |
| 1296–1298               | Piotr I                      |           |                                                                                 |
| 1300                    | Ginter                       |           | elekt                                                                           |
| 1301–1317               | Henryk von Wacholz           |           |                                                                                 |
| 1317–1324               | Konrad IV                    |           |                                                                                 |
| 1324                    | Jan z Getyngi                |           | elekt                                                                           |
| 1324                    | Henryk von Hanneberg         |           | elekt                                                                           |
| 1324–1330               | Wilhelm II (Arnold von Eltz) |           |                                                                                 |
| 1330–1343               | Fryderyk von Eickstedt       |           |                                                                                 |
| 1343–1370               | Jan I sasko-lauenburski      |           |                                                                                 |
| 1370–1385               | Filip von Rehberg            |           |                                                                                 |
| 1385–1386               | Jan Willekini                |           |                                                                                 |
| 1386                    | Bogusław VIII                |           | elekt                                                                           |
| 1386–1394               | Jan Brunosis                 |           |                                                                                 |
| 1394–1398               | Jan Kropidło                 |           | następnie biskup diecezjalny chełmiński, późniejszy biskup diecezjalny kujawski |
| 1398–1410               | Mikołaj Schieffenburg        |           |                                                                                 |
| 1410–1424               | Magnus sasko-lauenburski     |           | następnie biskup diecezjalny hildesheimski                                      |
| 1424–1446               | Zygfryd von Boock            |           |                                                                                 |
| 1446–1468               | Henning Iwen                 |           |                                                                                 |
| 1468                    | Henning Kesseboge            |           | elekt                                                                           |
| 1469–1480               | Ludwik von Eberstein         |           | elekt                                                                           |
| 1472–1478               | Mikołaj Tungen               |           | biskup diecezjalny warmiński                                                    |
| 1479–1482               | Marinus von Fregeno          |           |                                                                                 |
| 1482–1485               | Angelus von Sessa            |           |                                                                                 |
| 1485                    | Mikołaj Westphal             |           |                                                                                 |
| 1485–1498               | Benedykt Wallenstein         |           |                                                                                 |
| 1498–1521               | Marcin von Karith            |           |                                                                                 |
| 1521–1544               | Erazm von Manteuffel         |           |                                                                                 |
| 1549-1556               | Marcin Wejher                |           | bullę nominacyjną otrzymał w 1551                                               |

### Biskupi diecezjalni szczecińsko-kamieńscy (od 1972)
| Okres pełnienia funkcji | Imię i nazwisko     | Wizerunek | Uwagi                                        |
| ----------------------- | ------------------- | --------- | -------------------------------------------- |
| 1972–1978               | Jerzy Stroba        |           | następnie arcybiskup metropolita poznański   |
| 1979–1992               | Kazimierz Majdański |           | arcybiskup (jako senior)                     |
| 1992–1999               | Marian Przykucki    |           | arcybiskup metropolita                       |
| 1999–2009               | Zygmunt Kamiński    |           | arcybiskup metropolita                       |
| 2009–2024               | Andrzej Dzięga      |           | arcybiskup metropolita                       |
|                         | Zbigniew Zieliński  |           | administrator apostolski sede vacante w 2024 |
| od 2024                 | Wiesław Śmigiel     |           | arcybiskup metropolita                       |

## Biskupi pomocniczy
| Okres pełnienia funkcji | Imię i nazwisko            | Wizerunek | Uwagi                                  |
| ----------------------- | -------------------------- | --------- | -------------------------------------- |
| 1974–2007               | Jan Gałecki                |           |                                        |
| 1980–1996               | Stanisław Stefanek         |           | następnie biskup diecezjalny łomżyński |
| 1990–2013               | Marian Błażej Kruszyłowicz |           |                                        |
| od 2014                 | Henryk Wejman              |           |                                        |